# Lulu (album)
Lulu je kolaborační studiové dvojalbum amerického kytaristy Lou Reeda a skupiny Metallica. Album poprvé vyšlo 31. října 2011 ve většině světových zemí a následující den, 1. listopadu, pak v Severní Americe. Dne 19. října 2011 bylo album oficiálně představeno na společných webových stránkách Metallicy a Lou Reeda, kde bylo celé volně k poslechu. U Reeda jde o první album od roku 2007, kdy vydal album meditační hudby nazvané Hudson River Wind Meditations, poslední rockové album The Raven vydal v roce 2003. Metallica poslední studiové album nazvané Death Magnetic vydala v roce 2008.
Album se většinou dočkalo spíše velmi negativních recenzí. Většině zde vadilo Reedovo mluvené slovo, které nezapadá do metalové hudby, kterou produkuje Metallica a i hudba je velmi roztažená (podle některých zní skoro jako jamování bez nápadu), délka alba dosahuje téměř 90 minut.

## Seznam skladeb
Veškeré texty napsal Lou Reed, hudbu složil Reed spolu se všemi členy skupiny Metallica, to jest Jamesem Hetfieldem, Larsem Ulrichem, Kirkem Hammettem a Robertem Trujillem.
| Disk 1 | Disk 1           | Disk 1 |
| Pořadí | Název            | Délka  |
| ------ | ---------------- | ------ |
| 1.     | Brandenburg Gate | 4:19   |
| 2.     | The View         | 5:17   |
| 3.     | Pumping Blood    | 7:24   |
| 4.     | Mistress Dread   | 6:51   |
| 5.     | Iced Honey       | 4:36   |
| 6.     | Cheat on Me      | 11:26  |

| Disk 2         | Disk 2         | Disk 2 |
| Pořadí         | Název          | Délka  |
| -------------- | -------------- | ------ |
| 7.             | Frustration    | 8:34   |
| 8.             | Little Dog     | 8:01   |
| 9.             | Dragon         | 11:08  |
| 10.            | Junior Dad     | 19:29  |
| Celková délka: | Celková délka: | 87:05  |

## Obsazení
Základní sestava
- Lou Reed – kytara, kontinua, zpěv
- James Hetfield – rytmická kytara, zpěv, sólová kytara v „Junior Dad“
- Kirk Hammett – sólová kytara
- Robert Trujillo – basová kytara
- Lars Ulrich – bicí

Ostatní hudebníci
- Sarth Calhoun – elektronické efekty
- Jenny Scheinman – housle, viola, aranžmá smyčcové sekce
- Gabe Witcher – housle
- Megan Gould – housle
- Ron Lawrence – viola
- Marika Hughes – violoncello
- Ulrich Maiss – violoncello v „Little Dog“ a „Frustration“
- Rob Wasserman – elektrický kontrabas v „Junior Dad“
- Jessica Troy – viola v „Junior Dad“

Produkce
- Anton Corbijn – fotografie
- Greg Fidelman – producent, mixing, zvukový technik
- Metallica – producent
- Lou Reed – producent
- Hal Willner – producent
- Vlado Meller – mastering

## Kritika

### Hodnocení
České
- Rock & Pop [4]
- Muzikus.cz [6]
- Musicserver.cz [7]

Zahraniční
- Allmusic [1]
- The Daily Telegraph [2]
- NME [3]
- Consequence of Sound [8]
- Entertainment Weekly (D)[9]
- Pitchfork Media [10]
- Rolling Stone [11]
- Q
- Sputnikmusic [12]